# Маріо Баччіні
Маріо Баччіні (італ. Mario Baccini; нар. 14 грудня 1957, Рим) — італійський політик.

## Життєпис
Він працював у незалежних профспілках, займав посаду голови Національного комітету з мікрокредитування.
Політичну діяльність почав у рамках Християнсько-демократичної партії, від якої був депутатом Римської міської ради.
З 1994 по 2006 обирався до Палати депутатів. У 1994 році він став одним із засновників Християнсько-демократичного центру, очолював центристську фракцію у нижній палаті парламенту. Починаючи з 2002 року був одним з керівників Союзу християнських демократів і центру.
У період з 2001 по 2004 рік обіймав посаду державного секретаря у Міністерстві закордонних справ Італійської Республіки у другому уряді Сільвіо Берлусконі. З грудня 2004 року по травень 2006 року був міністром громадських робіт.
На виборах у 2006 він отримав мандат сенатора, пізніше став віце-спікером Сенату. Після дострокових виборів у 2008 році Баччіні повернувся до Палати депутатів. У 2013 році приєднався до Нового правого центру.